# Vladimír Kořínek
Vladimír Kořínek (Praga, 18 de abril de 1899 – Praga, 2 de junho de 1981) foi um matemático tcheco, especialista em álgebra.
Obteve um doutorado em 1923 na Universidade Carolina, orientado por Karel Petr, com a tese Representing integers by indefinite ternary quadratic forms.